# Мехмед Орхан
Мехме́д Орха́н (осман. محمد اور خان 10 листопада 1909 — 12 березня 1994) — 42-й глава османської династії з 1983 по 1994 роки. Якби він царював, то мав би ім'я султан Орхан II.

## Біографія
Мехмед Орхан народився 10 листопада 1909 року в Ускюдарі.  Його батьком був Шехзаде Мехмед Абдулкадір, син султана Абдул — Гаміда II і Bidar KADIN, а його мати Мігрібан Ханим, походила з етнічних абхазів. Після розлучення батьків у 1913 році він разом з матір'ю переїхав жити до свого дядька. Потім був зарахований до Галатасарайської середньої школи.
Під засланням імператорської родини в березні 1924 року Мехмед Орхан поселився в Будапешті (Угорщина). Потім він поїхав жити до свого дядька в Бейрут, а далі до своєї тітки Наїме Султан у Ніццу (Франція). Звідси він переїхав до Буенос-Айреса (Аргентина), де жив два з половиною роки.
Мехмед Орхан працював кораблебудівником та продавцем картин у художній галереї в Сан-Паулу, таксистом у Бейруті та Дамаску, охоронцем кладовища в Сполучених Штатах Америки та радником албанського короля Зогу I.
З 1983 року, після смерті Алі Васиба, Мехмед став головою імператорської династії, поселився в Ніцці.
Мехмед Орхан помер у віці вісімдесяти чотирьох років 12 березня 1994 року в Ніцці (Франція). У 2010 році муніципалітет Ніцци вилучив кістки з його могили та помістив їх у санктуру № 3 на тому ж цвинтарі, посилаючись на той факт, що ліцензія на використання місця поховання не виплачувалась роками.